# Pseudotyphistes
Pseudotyphistes Brignoli, 1979 è un genere di ragni appartenente alla famiglia Linyphiidae.

## Distribuzione
Le sette specie oggi attribuite a questo genere sono state reperite in Argentina, Brasile, Perù e Uruguay.

## Tassonomia
A giugno 2012, si compone di sette specie:
- Pseudotyphistes biriva Rodrigues & Ott, 2007 — Brasile
- Pseudotyphistes cambara (Ott & Lise, 1997) — Brasile
- Pseudotyphistes cristatus (Ott & Lise, 1997) — Brasile
- Pseudotyphistes ludibundus (Keyserling, 1886) — Perù
- Pseudotyphistes pallidus (Millidge, 1991) — Argentina
- Pseudotyphistes pennatus Brignoli, 1972[3] — Uruguay
- Pseudotyphistes vulpiscaudatus (Ott & Lise, 1997) — Brasile